# Unterrüsselbach
Unterrüsselbach ist ein Gemeindeteil des Marktes Igensdorf im Landkreis Forchheim (Oberfranken, Bayern).

## Geografie
Das im Erlanger Albvorland gelegene Dorf liegt etwa zwei Kilometer südöstlich des Ortszentrums von Igensdorf auf einer Höhe von 345 m ü. NHN.

## Geschichte

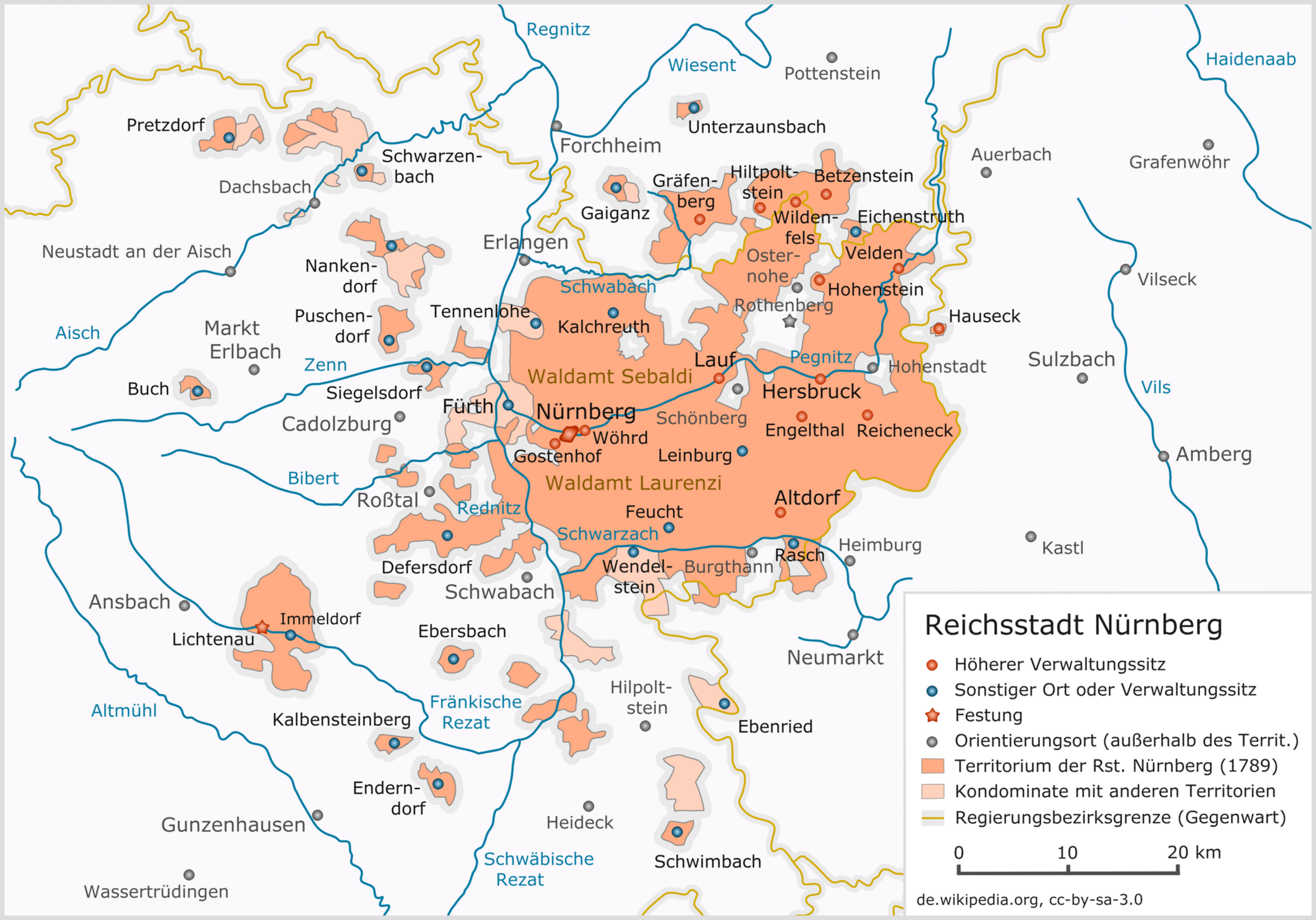
Das Landgebiet der Reichsstadt Nürnberg

Bis zum Beginn des 16. Jahrhunderts hatte der Ort wechselnde Eigentümer (vgl. den Beitrag zu Rüsselbach), dann wurde er während des Landshuter Erbfolgekrieges wie zahlreiche andere kurpfälzische Orte von den Truppen der Reichsstadt Nürnberg besetzt. Obwohl der Landshuter Erbfolgekrieg zwar 1505 mit dem Kölner Schiedsspruch endete, setzten sich die militärischen Auseinandersetzungen der Reichsstadt mit der Kurpfalz noch jahrelang fort, oftmals in der Form von Kleinkriegen. Erst nach jahrelangen Verhandlungen kam im Dezember 1520 ein Vertrag zustande, in dem der Reichsstadt der weitaus größte Teil ihrer Forderungen erfüllt wurde, darunter auch auf Unterrüsselbach. Verwaltungstechnisch ordnete die Reichsstadt den Ort ihrem Pflegamt Hiltpoltstein in seiner Funktion als Vogteiamt zu, das die Dorf- und Gemeindeherrschaft über Unterrüsselbach ausübte. Die Wahrnehmung der Hochgerichtsbarkeit stand ebenfalls dem Hiltpoltsteiner Pflegamt zu, dies in seiner Rolle als Fraischamt. In den folgenden drei Jahrhunderten blieben diese Verhältnisse unverändert, bis im Jahr 1790 Kurfürst Karl Theodor von Pfalz-Baiern ohne Rechtsgrundlage alle zwischen der Reichsstadt und der Pfalz bzw. Baiern abgeschlossenen Verträge und Abkommen aufkündigte. Dadurch wurde Unterrüsselbach der nürnbergischen Landeshoheit entzogen und bayerisch.
Durch die Verwaltungsreformen im Königreich Bayern zu Beginn des 19. Jahrhunderts wurde Unterrüsselbach mit dem Zweiten Gemeindeedikt im Jahr 1818 ein Gemeindeteil der Ruralgemeinde Rüsselbach. Im Zuge der Gebietsreform in Bayern wurde Unterrüsselbach am 1. Januar 1972 in den Markt Igensdorf eingegliedert.

## Verkehr
Die von der Bundesstraße 2 kommende Kreisstraße FO 31 durchquert den Ort und führt talaufwärts weiter nach Mittelrüsselbach. Vom ÖPNV wird Unterrüsselbach an einer Haltestelle der Buslinie 217 des VGN bedient. Der nächstgelegene Bahnhof ist der unmittelbar südlich von Weidenbühl gelegene Haltepunkt Rüsselbach der Gräfenbergbahn.